# Rheumaptera relicta
Rheumaptera relicta är en fjärilsart som beskrevs av Claude Herbulot 1953. Rheumaptera relicta ingår i släktet Rheumaptera och familjen mätare. Inga underarter finns listade.